# Luzabril Futebol Club
O Luzabril Futebol Club é um clube de futebol da aldeia de Luzia Nunes, localizada a sudeste de São Filipe, na ilha do Fogo, em Cabo Verde.
As cores do clube são o amarelo e o branco.

## História
O clube foi fundado em 2000.
Registrado em 2006, o Luzabril jogou a primeira temporada da Segunda Divisão do Campeonato Regional do Fogo em 2007, onde compete atualmente.

## Futebol

### Classificações regionais
| Temporada | Div  | Pos | Pts   | J  | V | E | D | G.M. | G.S. | Diff. |
| 2018-19   | 3-1A | 6   | 9 pts | 11 | 2 | 3 | 6 | 12   | 19   | -7    |